# Sindrom kroničnog umora
Ne smije se zamjenjivati s kroničnim umorom, simptomom koji se javlja kod mnogih kroničnih bolesti, uključujući idiopatski kronični umor.
Mialgični encefalomijelitis/sindrom kroničnog umora (ME/SKU) kronična je, multisistemska, često nedijagnosticirana i onesposobljavajuća bolest. Drugi nazivi su: sindrom iscrpljenosti nakon virusne infekcije, sindrom postvirusnog umora (PVFS), benigni mialgični encefalomijelitis, sistemska bolest intolerancije na napor (SEID). Osobe s ME/SKU-om osjećaju tešku mentalnu i fizičku iscrpljenost koja ne nestaje s odmorom, imaju probleme sa spavanjem i probleme s pamćenjem ili koncentracijom. Daljnji uobičajeni simptomi uključuju vrtoglavicu, mučninu, bolove u mišićima i zglobovima po cijelom tijelu i glavobolje. Glavni simptom je pogoršanje simptoma (PEM) koje može početi od nekoliko sati do nekoliko dana nakon manje tjelesne ili mentalne aktivnosti. Ovaj "krah" može trajati od nekoliko sati ili dana do nekoliko mjeseci. Pacijenti koji boluju od ME/SKU-a mogu se žaliti i na druge simptome, kao što su mišićna slabost, osjetljivi limfni čvorovi na vratu ili pazusima, česte upale grla, probavne smetnje, srčane i respiratorne smetnje, zimica i noćno znojenje, ortostatska intolerancija (poremećaj autonomnog živčanog sustava koji se javlja kad je osoba uspravna), alergije ili osjetljivost na hranu, mirise, kemikalije, svjetlost i buku.
Uzrok bolesti je nepoznat. ME/SKU često počinje nakon infekcije, kao što je mononukleoza. Može se javljati u obiteljima, ali nisu potvrđeni geni koji pridonose ME/SKU-u. ME/SKU je povezan s promjenama u živčanom i imunološkom sustavu, kao i u proizvodnji energije. Dijagnoza se temelji na simptomima i diferencijalnoj dijagnozi jer nije dostupan nijedan dijagnostički test.
Simptomi ME/SKU-a ponekad se mogu tretirati i stanje se može poboljšati ili pogoršati tijekom vremena, ali potpuni oporavak nije uobičajen. Nisu odobrene nikakve terapije ili lijekovi za liječenje stanja, a liječenje je usmjereno na ublažavanje simptoma.  Tempiranje i ograničavanje aktivnosti može pomoći u izbjegavanju pogoršanja simptoma, a savjetovanje može pomoći u suočavanju s bolešću. Prije pandemije COVID-19, ME/SKU je pogađao od 2 do 9 ljudi na svakih 1000 ljudi, ovisno o definiciji. Međutim, mnogi ljudi zadovoljavaju dijagnostičke kriterije ME/SKU-a nakon što su razvili dugi COVID. ME/SKU se češće javlja kod žena nego kod muškaraca. Najčešće pogađa odrasle osobe u srednjoj dobi, ali se može pojaviti i u drugoj dobi, uključujući djetinjstvo.
ME/SKU ima veliki društveni i ekonomski utjecaj, a bolest može biti društveno izoliravajuća. Otprilike četvrtina oboljelih je vezana za krevet ili kuću.  Osobe s ME/SKU-om često se suočavaju sa stigmom u zdravstvenim ustanovama, a skrb je otežana kontroverzama oko uzroka i liječenja bolesti. Liječnici možda nisu upoznati s ME/SKU-om jer često nije u potpunosti pokriven na medicinskom fakultetu. Povijesno gledano, financiranje istraživanja za ME/SKU bilo je daleko ispod onoga za bolesti s usporedivim utjecajem.

## Klasifikacija i terminologija
Svjetska zdravstvena organizacija (SZO) je 1969. klasificirala ME/SKU kao neurološku bolest, u početku pod nazivom benigni mialgični encefalomijelitis.  Klasifikacija ME/SKU-a kao neurološke bolesti temelji se na simptomima koji ukazuju na središnju ulogu živčanog sustava. Alternativno, na temelju abnormalnosti u imunološkim stanicama, ME/SKU se ponekad označava kao neuroimuno stanje. Bolest se nadalje može smatrati sindromom postakutne infekcije (PAIS) ili kroničnom bolešću povezanom s infekcijom. Sindromi postakutne infekcije kao što su dugi COVID i sindrom lajmske bolesti nakon liječenja imaju mnoge zajedničke simptome s ME/SKU-om i sumnja se da imaju sličan uzrok.
Za bolest su predlagani mnogi nazivi. Najčešće se koriste sindrom kroničnog umora, mialgični encefalomijelitis i krovni pojam mialgični encefalomijelitis/sindrom kroničnog umora (ME/SKU). Postizanje konsenzusa o nazivu bilo je izazovno jer uzrok i patologija ostaju nepoznati.  U najnovijoj klasifikaciji SZO-a, ICD-11, sindrom kroničnog umora i mialgični encefalomijelitis navedeni su pod sindromom postvirusnog umora. Izraz sindrom postinfektivnog umora prvobitno je predložen kao podskup "sindroma kroničnog umora" s dokumentiranom infekcijom koja ga je pokrenula, ali se također može koristiti kao sinonim za ME/SKU ili kao širi skup stanja iscrpljenosti nakon infekcije.
U Hrvatskoj se koristi 10. revizija Međunarodne klasifikacije bolesti i srodnih zdravstvenih problema (MKB-10) u kojoj je ME/SKU klasificiran u skupini Bolesti živčanog sustava, pod šifrom G93.3 Sindrom iscrpljenosti nakon virusne infekcije.
Mnogi znanstvenici i pacijenti protive se izrazu sindrom kroničnog umora. Smatraju izraz pojednostavljenim i trivijalizirajućim, što zauzvrat sprječava da se bolest shvati ozbiljno. U isto vrijeme, postoje i problemi s upotrebom naziva mialgični encefalomijelitis (mialgija znači bol u mišićima, a encefalomijelitis znači upala mozga i leđne moždine) budući da postoje samo ograničeni dokazi o upali mozga na koju implicira ime.  Krovni pojam ME/SKU zadržao bi poznatiju frazu SKU bez trivijalizacije bolesti, ali neki također imaju prigovor na ovaj naziv, jer vide SKU i ME kao dvije različite bolesti.
U izvješću Američkog Instituta za medicinu iz 2015. godine preporučeno je da se bolest preimenuje u sistemska bolest intolerancije na napor (SEID) i predloženi su novi dijagnostički kriteriji. Iako novi naziv nije široko prihvaćen, dijagnostičke kriterije preuzeo je američki Centar za kontrolu i prevenciju bolesti (CDC). Kao i SKU, naziv SEID fokusira se samo na jedan simptom, a mišljenje oboljelih o tom nazivu općenito je negativno.

## Znakovi i simptomi
ME/SKU uzrokuje iscrpljujući umor, probleme sa spavanjem i slabost nakon napora (PEM, opći simptomi se pogoršavaju nakon aktivnosti). Osim toga, mogu biti prisutni kognitivni problemi, ortostatska intolerancija (poremećaj autonomnog živčanog sustava koji se javlja kad je osoba uspravna), mišićna slabost, osjetljivi limfni čvorovi na vratu ili pazusima, česte upale grla, probavne smetnje, srčane i respiratorne smetnje, zimica i noćno znojenje, alergije ili osjetljivost na hranu, mirise, kemikalije, svjetlost i buku. Simptomi značajno smanjuju sposobnost funkcioniranja i obično traju tri do šest mjeseci prije nego što se dijagnoza može potvrditi.  ME/SKU obično počinje nakon infekcije. Početak može biti iznenadan ili postupniji tijekom tjedana ili mjeseci.

### Osnovni simptomi
Osobe s ME/SKU-om osjećaju neprestan iscrpljujući umor koji se pogoršava normalnom fizičkom, mentalnom, emocionalnom i društvenom aktivnošću i nije rezultat stalnog prenaprezanja.  Odmor pruža ograničeno olakšanje od umora. Osobito u početnom razdoblju bolesti ovaj se umor opisuje kao "sličan gripi". Pojedinci se mogu osjećati nemirno i opisati svoje iskustvo kao "napeto, ali umorno". Prilikom započinjanja aktivnosti, snaga mišića može brzo pasti, što može dovesti do poteškoća s koordinacijom, nespretnosti ili iznenadne slabosti.  Mentalni umor može također otežati kognitivne napore. Umor koji se javlja kod ME/SKU-a duljeg je trajanja i jači je nego kod drugih stanja karakteriziranih umorom.
Glavna značajka ME/SKU-a je pogoršanje simptoma nakon napora, poznato kao slabost nakon napora ili pogoršanje simptoma nakon napora (PEM). PEM uključuje povećani umor i onesposobljava. Također može uključivati simptome slične gripi, bol, kognitivne poteškoće, gastrointestinalne probleme, mučninu, vrtoglavicu, depresiju, anksioznost, senzorne poremećaje i probleme sa spavanjem. U nekim slučajevima, pacijenti doživljavaju nove simptome u sklopu epizode PEM-a.
Sve vrste aktivnosti koje zahtijevaju energiju, bilo fizičke, kognitivne, društvene ili emocionalne, mogu potaknuti PEM.  Primjeri uključuju pohađanje školske priredbe, kupnju hrane ili čak tuširanje. Za neke, boravak u stimulativnom okruženju može biti dovoljan za pokretanje PEM-a. PEM može trajati satima, danima, tjednima ili mjesecima.  Produljena razdoblja PEM-a, koja pacijenti s tom bolešću obično nazivaju "krahovima" ili "zapaljenjima", mogu dovesti do produljenog recidiva.
San koji ne donosi odmor daljnji je osnovni simptom. Pacijenti se probude iscrpljeniji i ukočeniji nego prije što su zaspali umjesto odmoreni i oporavljeni nakon prospavane noći. To može biti uzrokovano obrascem spavanja tijekom dana i budnosti noću, plitkim snom ili isprekidanim snom. Međutim, čak i cjelonoćni san obično ne oporavlja. Neki pojedinci doživljavaju nesanicu, hipersomniju (pretjeranu pospanost) ili živopisne noćne more.
Kognitivna disfunkcija kod ME/SKU-a može biti onesposobljavajuća koliko i fizički simptomi, što dovodi do poteškoća na poslu ili u školi, kao i u društvenim interakcijama. Osobe s ME/SKU-om ponekad to opisuju kao "moždanu maglu" i prijavljuju usporavanje u obradi informacija. Pojedinci mogu imati poteškoća u govoru, teško pronalazeći riječi i imena. Također mogu imati problema s koncentracijom ili obavljanjem više zadataka istovremeno, ili mogu imati poteškoća s kratkoročnim pamćenjem. Testovi često pokazuju probleme s kratkotrajnim vizualnim pamćenjem, vremenom reakcije i brzinom čitanja. Mogu postojati i problemi s pažnjom i verbalnim pamćenjem.
Osobe s ME/SKU-om često imaju ortostatsku intoleranciju, simptome koji počinju ili se pogoršavaju stajanjem ili sjedenjem. Simptomi, koji uključuju mučninu, vrtoglavicu i kognitivne poremećaje, često se ponovno popravljaju nakon ležanja. Slabost i promjene vida također mogu biti potaknuti uspravnim položajem. Neki pacijenti imaju sindrom posturalne ortostatske tahikardije (POTS), pretjerano povećanje broja otkucaja srca nakon ustajanja, što može rezultirati nesvjesticom.  Dodatno, pojedinci mogu doživjeti ortostatsku hipotenziju, pad krvnog tlaka nakon stajanja.

### Ostali uobičajeni simptomi
Bol i hiperalgezija (abnormalno povećana osjetljivost na bol) česti su kod ME/SKU-a. Bol nije praćena otokom ili crvenilom.  Bol može biti prisutna u mišićima (mialgija) i zglobovima. Osobe s ME/SKU-om mogu imati kroničnu bol iza očiju i u vratu, kao i neuropatsku bol (povezanu s poremećajima živčanog sustava). Mogu se javiti i glavobolje i migrene koje nisu bile prisutne prije bolesti. Međutim, kronične svakodnevne glavobolje mogu ukazivati na alternativnu dijagnozu.
Dodatni uobičajeni simptomi uključuju sindrom iritabilnog crijeva ili druge probleme s probavom, zimicu i noćno znojenje, otežano disanje ili nepravilan rad srca. Neki imaju bolove u limfnim čvorovima i grlobolju. Pacijenti također mogu razviti alergije ili postati osjetljivi na hranu, mirise, kemikalije, svjetlost i buku.

## Težina bolesti
ME/SKU često dovodi do ozbiljnog invaliditeta, ali stupanj znatno varira. ME/SKU se općenito klasificira u četiri kategorije težine bolesti:
- Osobe s blagim oblikom ME/SKU-a obično još uvijek mogu raditi i brinuti se za sebe, ali će im trebati slobodno vrijeme da se oporave od ovih aktivnosti umjesto da se uključe u društvene i slobodne aktivnosti.
- Umjereni oblik ometa dnevne aktivnosti (aktivnosti brige o sebi, kao što je pripremanje obroka). Pacijenti s ovim oblikom obično nisu sposobni za rad i treba im čest odmor.
- Osobe s teškim oblikom ME/SKU-a vezane su za kuću i mogu obavljati samo ograničene dnevne aktivnosti, na primjer pranje zubi. Mogu biti ovisni o invalidskim kolicima i većinu vremena provode u krevetu.
- Osobe s vrlo teškim oblikom ME/SKU-a uglavnom su vezane za krevet i ne mogu se brinuti same za sebe. Trebaju pomoć s osobnom higijenom i hranjenjem te su vrlo osjetljivi na senzorne podražaje. Neki pacijenti možda ne mogu gutati i potrebno ih je hraniti putem sonde.

Otprilike četvrtina pacijenata koji žive s ME/SKU-om spada u blagu kategoriju, a polovica spada u umjerenu ili umjerenu do tešku kategoriju. Posljednja četvrtina spada u tešku ili vrlo tešku kategoriju.  Težina bolesti može se promijeniti tijekom vremena. Simptomi se mogu pogoršati, poboljšati ili bolest može otići u remisiju na određeno vrijeme. Osobe koje se neko vrijeme osjećaju bolje mogu pretjerati s aktivnostima, izazivajući PEM i pogoršanje simptoma.
Pacijenti s teškim i vrlo teškim ME/SKU-om imaju ekstremnije i raznolikije simptome. Mogu se suočiti s ozbiljnom slabošću i uvelike ograničenom sposobnošću kretanja. Mogu izgubiti sposobnost govora, gutanja ili potpunog komuniciranja zbog kognitivnih problema. Nadalje, mogu doživjeti jaku bol i preosjetljivost na dodir, svjetlo, zvuk i mirise.  Manje svakodnevne aktivnosti mogu biti dovoljne da pokrenu PEM.
Osobe s ME/SKU imaju smanjenu kvalitetu života kada se procjenjuje upitnikom SF-36, osobito u domenama tjelesnog i socijalnog funkcioniranja, općeg zdravlja i vitalnosti. Međutim, njihovo emocionalno funkcioniranje i mentalno zdravlje nisu mnogo lošiji nego kod zdravih pojedinaca. Kvaliteta života oboljelih od ME/CFS života povezana sa zdravljem zasnovana na EQ-5D-3L upitniku znatno je niža od prosjeka populacije i najniža od svih drugih stanja obuhvaćenih istraživanjem, kao što su: multipla skleroza, reumatoidni artritis, kronična opstruktivna plućna bolest, moždani udar, srčani udar, rak pluća, rak debelog crijeva, rak dojke, rak prostate i završni stadij zatajenja bubrega. Do 75% osoba s ME/SKU-om nije sposobno za rad, a manje od petine radi puno radno vrijeme.

## Uzroci
Uzrok ME/SKU-a još nije poznat. Između 60% i 80% slučajeva počinje nakon infekcije, obično virusne infekcije. Vjeruje se da genetski faktor doprinosi, ali ne postoji niti jedan gen odgovoran za povećani rizik. Umjesto toga, mnoge varijante gena vjerojatno imaju mali pojedinačni učinak, ali njihov zajednički učinak može biti značajan. Drugi čimbenici mogu uključivati probleme sa živčanim i imunološkim sustavom, kao i metabolizmom energije. ME/SKU je biološka bolest, a ne psihološko stanje i nije uzrokovana dekondicioniranjem (gubitkom kondicije).
Osim virusa, drugi prijavljeni okidači uključuju stres, traumatske događaje i izloženost okolišu kao što su teški metali i plijesan. Bakterijske infekcije kao što je Coxiella burnetti (uzročnik Q-groznice) su također potencijalni okidači.  ME/SKU se može pojaviti i nakon fizičke traume, kao što je nesreća ili operacija. Trudnoća je prijavljena u 3% do 10% slučajeva kao okidač. ME/SKU također može započeti s višestrukim manjim događajima okidačima zbog kojih se pojavljuju blaži simptomi, nakon kojih slijedi konačni okidač koji dovodi do jasnog početka simptoma.

### Faktori rizika
ME/SKU mogu dobiti ljudi svih dobi, nacionalnosti i razina prihoda, ali je češći kod žena nego muškaraca. Ljudi s poviješću čestih infekcija imaju veću vjerojatnost da će ga razviti. Oni čiji članovi obitelji imaju ME/SKU također su u većem riziku, što ukazuje na genetski faktor. U Sjedinjenim Američkim Državama, bijelim Amerikancima se dijagnoza postavlja češće nego drugim skupinama, no mnogima s ME/SKU-om nije postavljena dijagnoza, posebno među ljudima iz rasnih i etničkih manjinskih skupina. Prije se smatralo da je ME/SKU češći među onima s višim primanjima. Umjesto toga, ljudi u manjinskim skupinama ili skupinama s nižim prihodom mogu imati povećane rizike zbog lošije prehrane, slabijeg pristupa zdravstvenoj skrbi i povećanog stresa na poslu. Do 91% osoba oboljelih od ME/SKU nema dijagnozu ili im je pogrešno dijagnosticirano drugo stanje.

### Virusne infekcije
Dugo se sumnjalo da virusne infekcije uzrokuju ME/SKU, na temelju zapažanja da se ME/SKU ponekad javlja u epidemijama i da je moguće povezano s autoimunim bolestima. Nije jasno kako virusne infekcije uzrokuju ME/SKU; to može biti putem perzistencije virusa ili putem mehanizma "udari i bježi", u kojem infekcije disreguliraju imunološki sustav ili uzrokuju autoimunost.
Različite vrste virusnih infekcija uključene su u ME/SKU, uključujući infekcije dišnih putova, bronhitis, gastroenteritis ili akutnu "bolest sličnu gripi".  Između 13% i 58% ljudi s dugim Covidom također ispunjava dijagnostičke kriterije za ME/SKU. Od ljudi koji dobiju infektivnu mononukleozu, koju uzrokuje Epstein-Barr virus (EBV), od 9% do 12% razvije ME/SKU, ovisno o kriterijima.  Druge virusne infekcije koje mogu potaknuti ME/SKU su virus gripe H1N1, varicella zoster (virus koji uzrokuje vodene kozice i herpes zoster) i SARS-CoV-1.
Pretpostavlja se da reaktivacija latentnih virusa, posebice EBV-a i humanog herpesvirusa 6, također uzrokuje simptome. EBV je prisutan kod oko 90% ljudi, obično u latentnom stanju. Razine antitijela na EBV obično su više kod osoba s ME/SKU-om, što ukazuje na moguću reaktivaciju virusa.

## Dijagnoza
Dijagnoza ME/SKU-a temelji se na simptomima i uključuje uzimanje povijesti bolesti te mentalni i fizički pregled. Za dijagnozu nisu odobreni posebne laboratorijske pretrage, dok se fizičke abnormalnosti mogu naći, no nijedan pojedinačni nalaz ne smatra se dovoljnim za dijagnozu. Pretrage krvi i urina koriste se kako bi se isključila druga stanja koja bi mogla biti odgovorna za simptome. Osobe s ME/SKU-om često se suočavaju sa značajnim kašnjenjem u dobivanju dijagnoze, a dijagnoza može i u potpunosti izostati. Od specijalista za ME/SKU može se tražiti da potvrde dijagnozu, budući da liječnici primarne zdravstvene zaštite često nemaju dovoljno dobro razumijevanje bolesti.

### Dijagnostički kriteriji
| Simptom O: Obavezno P: Opcionalno | CDC/Fukuda | CCC | ICC | IOM | NICE |
| --------------------------------- | ---------- | --- | --- | --- | ---- |
| Umor                              | O          | O   | O   | O   | O    |
| Funkcionalno oštećenje            | O          | O   | O   | O   | O    |
| PEM                               | P          | O   | O   | O   | O    |
| Problemi sa spavanjem             | P          | O   | P   | O   | O    |
| Kognitivni problemi               | P          | P   | P   | P   | O    |
| Bol ili glavobolje                | P          | O   | P   |     |      |
| Ortostatska intolerancija         |            | P   | P   | P   |      |
| Simptomi gripe ili prehlade       | P          | P   | P   |     |      |
| Mučnina                           |            | P   | P   |     |      |
| Kardiovaskularni problemi         |            | P   | P   |     |      |
| Preosjetljivost                   |            | P   | P   |     |      |
| Osjetljivost na infekcije         |            |     | P   |     |      |

Postoji više istraživačkih i kliničkih kriterija za dijagnosticiranje ME/SKU-a. To uključuje NICE (britanski Nacionalni institut za zdravlje i izvrsnost skrbi) smjernice, kriterije američkog Instituta za medicinu (IOM), međunarodne konsenzusne kriterije (ICC), kanadske konsenzusne kriterije (CCC) i kriterije CDC-a (američkog Centra za kontrolu i prevenciju bolesti, poznati i pod nazivom Fukuda kriteriji). Svi skupovi kriterija razvijeni su na temelju konsenzusa stručnjaka i razlikuju se u potrebnim simptomima i uvjetima koji isključuju dijagnozu ME/SKU. Definicije se razlikuju u konceptualizaciji uzroka i mehanizama ME/SKU-a.
Budući da ne postoji biomarker za ME/SKU, nije moguće odrediti koji je skup kriterija najprecizniji. Mora se napraviti kompromis između predijagnosticiranja i nedijagnosticiranja. Široki Fukuda kriteriji imaju veći rizik od predijagnosticiranja, dok strogi ICC kriteriji imaju veći rizik od propuštanja dijagnoze. Kriteriji IOM-a i NICE-a nalaze se u sredini.
Kriteriji CDC-a iz 1994., ponekad zvani Fukuda kriteriji, za dijagnozu zahtijevaju šest mjeseci dugotrajnog umora ili umora koji se vraća, kao i trajnu prisutnost četiri od osam drugih simptoma. Iako se često koriste, Fukuda kriteriji imaju ograničenja: PEM i neurokognitivni problemi nisu obvezni. Velika raznolikost neobaveznih simptoma može dovesti do dijagnoze pojedinaca koji se značajno razlikuju jedni od drugih.
Kanadski konsenzusni kriteriji (CCC), još jedan često korišten skup kriterija, razvijeni su 2003. godine. Uz PEM, za dijagnozu su potrebni umor i problemi sa spavanjem, bol i neurološki ili kognitivni problemi. Nadalje, definirane su tri kategorije simptoma: autonomna, neuroendokrina i imunološka. Mora biti prisutan barem jedan simptom u dvije od ovih kategorija. Osobe kojima je ME/SKU dijagnosticiran prema CCC kriterijima imaju teže simptome u usporedbi s onima dijagnosticiranim prema Fukuda kriterijima. Međunarodni konsenzusni kriteriji (ICC) iz 2011. definiraju ME pomoću skupova simptoma i nemaju minimalno trajanje simptoma. Slično CCC kriterijima, ICC je stroži od Fukuda kriterija i odabire teže bolesne osobe.
Kriteriji IOM-a iz 2015. dijele značajne sličnosti s CCC-om, ali su razvijeni kako bi bili laki za korištenje kliničarima. Dijagnoza zahtijeva umor, PEM, neoporavljajući san i kognitivne probleme (kao što je oštećenje pamćenja) ili ortostatsku intoleranciju. Osim toga, umor mora trajati najmanje šest mjeseci, značajno ometati aktivnosti u svim područjima života i imati jasno definiran početak. Simptomi moraju biti prisutni barem polovicu vremena i biti umjerene jačine ili gori; prethodni kriteriji zahtijevali su samo prisutnost simptoma. 2021. godine NICE je revidirao svoje kriterije na temelju kriterija IOM-a. Ažurirani kriteriji zahtijevaju umor, PEM, neoporavljajući san i kognitivne poteškoće. Simptomi moraju trajati najmanje tri mjeseca.
Razvijeni su zasebni dijagnostički kriteriji za djecu i mlade. Dijagnoza kod djece često zahtijeva kraće trajanje simptoma. Na primjer, CCC definicija zahtijeva samo tri mjeseca trajnih simptoma kod djece u usporedbi sa šest mjeseci za odrasle. NICE zahtijeva samo četiri tjedna simptoma za sumnju na ME/SKU kod djece, u usporedbi sa šest tjedana kod odraslih. Dijagnoze isključivanja također se razlikuju; na primjer, djeca i tinejdžeri mogu imati tjeskobu povezanu s pohađanjem škole, što bi moglo objasniti simptome.

### Klinička procjena
Probir se može obaviti pomoću DePaulovog upitnika o simptomima, koji procjenjuje učestalost i ozbiljnost simptoma ME/SKU-a. Pojedinci mogu imati problema s odgovorima na pitanja u vezi s PEM-om ako im taj simptom nije poznat. Kako bi pronašli obrasce u simptomima, od njih se može tražiti da vode dnevnik.
Rezultati fizičkog pregleda mogu se činiti potpuno normalnima, osobito ako se osoba dosta odmorila prije posjeta liječnika. Može postojati osjetljivost u limfnim čvorovima i abdomenu ili znakovi hiperpokretljivosti. Odgovori na pitanja mogu pokazati privremene poteškoće s pronalaženjem riječi ili druge kognitivne probleme. Kognitivni testovi i dvodnevni ergospirometrijski test (CPET) mogu biti korisni za dokumentiranje aspekata bolesti, ali mogu biti rizični jer mogu uzrokovati teški PEM. Ortostatska intolerancija može se mjeriti testom na nagibnom stolu (tilt-up test). Ako to nije dostupno, također se može procijeniti jednostavnijim NASA-inim 10-minutnim "lean" testom, koji testira odgovor na produljeno stajanje.
Standardni laboratorijski nalazi obično su normalni. Standardne pretrage kada se sumnja na ME/SKU uključuju test na HIV i krvne pretrage za određivanje pune krvne slike, brzine sedimentacije crvenih krvnih stanica (SE), C-reaktivnog proteina, glukoze u krvi i hormona koji stimulira štitnjaču. Testovi na antinuklearna protutijela mogu biti pozitivni, ali ispod razine koja sugerira da bi osoba mogla imati lupus. Razine C-reaktivnog proteina često su na visokoj granici normale. Razine serumskog feritina mogu biti korisne za testiranje jer granična anemija može pogoršati neke simptome ME/SKU-a.

### Diferencijalna dijagnoza
Neka medicinska stanja imaju simptome slične ME/SKU-u. Dijagnoza često uključuje kliničku procjenu, pretrage i posjete specijalistima kako bi se utvrdilo točno stanje. Tijekom istraživanja drugih mogućih dijagnoza, mogu se dati savjeti o upravljanju simptomima kako bi se spriječilo pogoršanje stanja.
Moguće diferencijalne dijagnoze obuhvaćaju širok raspon specijalnosti i ovise o medicinskoj anamnezi. Primjeri su zarazne bolesti, poput Epstein-Barr virusa i lajmske bolesti, te neuroendokrini poremećaji, uključujući dijabetes i hipotireozu. Poremećaji krvi, poput anemije i nekih vrsta raka, također mogu pokazivati slične simptome. Različite reumatološke i autoimune bolesti, poput Sjögrenovog sindroma, lupusa i artritisa, mogu imati preklapajuće simptome s ME/SKU-om. Nadalje, može biti potrebno procijeniti psihijatrijske bolesti, poput depresije ili poremećaja zlouporabe droga, kao i neurološke poremećaje, poput narkolepsije, multiple skleroze i kraniocervikalne nestabilnosti.  Konačno, poremećaji spavanja, celijakija i nuspojave lijekova također mogu objasniti simptome.
Bol u zglobovima i mišićima bez otekline ili upale česta je značajka ME/SKU-a, ali je usko povezana s fibromialgijom. Moderne definicije fibromialgije ne uključuju samo raširenu bol, već i umor, poremećaje spavanja i kognitivne probleme. Zbog toga je teško razlikovati ME/SKU od fibromialgije, a to dvoje se često dijagnosticira zajedno. Postoje mnogi aspekti fibromialgije koji sliče onome kod ME/SKU-a, s ključnom razlikom što pacijenti s fibromialgijom ne osjećaju pogoršanje simptoma nakon napora (PEM) što je karakteristično za ME/SKU. Studije su pokazale da 20–70% pacijenata s fibromialgijom također ispunjava dijagnostičke kriterije za ME/SKU, dok 15–75% pacijenata s ME/SKU-om također ima fibromialgiju.
Još jedno uobičajeno stanje koje se često javlja zajedno s ME/SKU-om je hipermobilni Ehlers-Danlosov sindrom (EDS). Za razliku od ME/SKU-a, EDS je prisutan od rođenja. Osobe s ME/SKU-om češće su hipermobilne u usporedbi s općom populacijom. Apneja u snu također se može pojaviti zajedno s ME/SKU-om. Ne postoji konsenzus oko poremećaja spavanja kod dijagnostike ME/SKU-a. Dok mnogi dijagnostički kriteriji zahtijevaju isključivanje poremećaja spavanja prije potvrde dijagnoze ME/SKU-a, neke studije sugeriraju da se poremećaji spavanja mogu smatrati dijagnozom isključenja za ME/SKU samo ako liječenje poremećaja spavanja liječi simptome ME/SKU-a te da bi se poremećaje spavanja trebalo smatrati komorbidnim stanjima.
Kao i kod drugih kroničnih bolesti, depresija i anksioznost često se javljaju zajedno s ME/SKU-om. Depresija se može diferencijalno dijagnosticirati prema prisutnosti osjećaja bezvrijednosti, nemogućnosti osjećanja zadovoljstva, gubitka interesa i/ili krivnje te odsutnosti tjelesnih simptoma ME/SKU-a poput autonomne disfunkcije, boli, migrena i PEM-a. Osobama s kroničnim umorom koji nije uzrokovan ME/SKU-om ili drugim kroničnim bolestima, može se dijagnosticirati idiopatski (neobjašnjivi) kronični umor.

## Patofiziologija
ME/SKU povezan je s promjenama u nekoliko područja, uključujući živčani i imunološki sustav, kao i poremećajima u metabolizmu energije. Neurološke razlike uključuju disfunkciju autonomnog živčanog sustava i promjenu strukture i metabolizma mozga. Uočene promjene u imunološkom sustavu uključuju smanjenu funkciju prirodnih stanica ubojica i, u nekim slučajevima, autoimunost.

### Neurološki
Niz strukturnih, biokemijskih i funkcionalnih abnormalnosti pronađen je u studijama snimanja mozga ljudi s ME/SKU-om. Uobičajeni nalazi su promjene u moždanom deblu i korištenje dodatnih područja mozga za kognitivne zadatke. Drugi dosljedni nalazi, temeljeni na manjem broju studija, su nizak metabolizam u nekim područjima, smanjeni transporteri serotonina i problemi s neurovaskularnim spajanjem.
Neuroupala je predložena kao temeljni mehanizam ME/SKU-a koji bi mogao objasniti veliki skup simptoma. Nekoliko studija ukazuje na neuroupalu u kortikalnim i limbičkim regijama mozga. Pacijenti s ME/SKU-om, na primjer, imaju više razine laktata i kolina u mozgu, što su znakovi neuroupale. Izravniji dokazi iz dvije male PET studije mikroglija, vrste imunoloških stanica u mozgu, međutim, bili su kontradiktorni.
ME/SKU utječe na san. Pacijenti doživljavaju smanjenu učinkovitost spavanja, potrebno im je više vremena da zaspu i više vremena da postignu REM spavanje, fazu sna koju karakteriziraju brzi pokreti očiju. Pronađene su i promjene u ne-REM fazi spavanja, što zajedno ukazuje na ulogu autonomnog živčanog sustava. Pojedinci često imaju zatupljenu reakciju otkucaja srca na vježbanje, ali viši broj otkucaja srca tijekom testa na nagibnom stolu kada se tijelo podigne iz ležećeg u uspravan položaj. Ovo ponovno ukazuje na disfunkciju autonomnog živčanog sustava.

### Imunološki
Osobe s ME/SKU-om često imaju abnormalnosti imunološkog sustava. Konzistentan nalaz u studijama je smanjena funkcija prirodnih stanica ubojica (NK stanica), vrste imunoloških stanica koje ciljaju na stanice zaražene virusom i tumorske stanice. Također je veća vjerojatnost da će imati aktivne virusne infekcije, što je u korelaciji s kognitivnim problemima i umorom. T-stanice pokazuju manju metaboličku aktivnost. To može značiti da su dostigle stanje iscrpljenosti i da ne mogu učinkovito odgovoriti na patogene.
Autoimunost je predložena kao faktor kod ME/SKU-a. Postoji podskupina ljudi s ME/SKU-om s povišenim razinama autoantitijela, vjerojatno kao rezultat mimikrije virusa. Neki pacijenti mogu imati višu razinu autoantitijela na muskarinske acetilkolinske receptore kao i na β2 adrenergičke receptore. Problemi s tim receptorima mogu dovesti do oslabljenog protoka krvi.

### Energija
Objektivni znakovi PEM-a pronađeni su dvodnevnim ergospirometrijskim testom (CPET). Na prvom testu, osobe s ME/SKU-om imaju slabije rezultate u usporedbi sa zdravim osobama iz kontrolne skupine. Na drugom testu, rezultati zdravih ljudi ostaju otprilike isti ili se blago povećavaju, dok oni s ME/SKU-om imaju klinički značajno smanjenje brzine rada na anaerobnom pragu. Potencijalni uzroci uključuju disfunkciju mitohondrija i probleme s prijenosom i korištenjem kisika. Neki od uobičajenih procesa oporavka nakon vježbanja možda nedostaju, što predstavlja alternativno objašnjenje za PEM.
Studije su uočile mitohondrijske abnormalnosti u proizvodnji stanične energije, ali zbog razlika između studija teško je izvući jasne zaključke. ATP, primarni prijenosnik energije u stanicama, vjerojatno se češće proizvodi iz lipida i aminokiselina nego iz ugljikohidrata.

### Ostalo
Kod nekih pacijenata s ME/SKU-om pronalaze se abnormalnosti u hormonima osovine hipotalamus-hipofiza-nadbubrežna žlijezda. To može uključivati niže razine kortizola, manje promjene u razinama kortizola tijekom dana i slabiju reakciju na stres i podražaje. Druge predložene abnormalnosti su smanjeni protok krvi u mozgu pod ortostatskim stresom (kao što je utvrđeno testom na nagibnom stolu), neuropatija malih vlakana i povećanje količine crijevnih mikroba koji ulaze u krv. Raznolikost crijevnih mikroba je smanjena u usporedbi sa zdravom kontrolnom skupinom. Žene s ME/SKU-om imaju veću vjerojatnost da će doživjeti endometriozu, ranu menopauzu i druge menstrualne nepravilnosti u usporedbi sa ženama bez tog stanja.

## Liječenje
Ne postoji odobreni lijek ili terapija lijekom za ME/SKU, iako se neki simptomi mogu liječiti ili kontrolirati. Skrb za ME/SKU uključuje multidisciplinarne zdravstvene djelatnike. Liječenje može započeti s liječenjem najonesposobljavajućeg simptoma, a zatim se simptomi mogu rješavati jedan po jedan u daljnjim posjetima zdravstvenoj ustanovi.
Paženjem da se ne pretjera (upravljanjem tempom, tzv. "pacing") ili upravljanjem aktivnostima kako bi se ostalo unutar energetskih granica mogu se smanjiti epizode PEM-a. Rješavanje problema sa spavanjem dobrom higijenom spavanja ili ako je potrebno lijekovima može biti korisno. Kronična bol česta je kod ME/SKU-a, a CDC preporučuje konzultacije sa stručnjakom za liječenje boli (ambulanta za bol) ako lijekovi protiv bolova koji se izdaju bez recepta nisu dovoljni. Za kognitivne poremećaje, prilagodbe poput organizatora i kalendara mogu biti korisne.
Komorbiditeti koji mogu međusobno djelovati i pogoršati simptome ME/SKU-a su česti, a njihovo liječenje može pomoći u kontroliranju ME/SKU-a. Često dijagnosticirani komorbiditeti uključuju fibromialgiju, sindrom iritabilnog crijeva, sindrom posturalne ortostatske tahikardije (POTS), Ehlers–Danlosov sindrom (EDS), sindrom aktivacije mastocita (MCAS) i apneju u snu. Iscrpljujuća priroda ME/SKU-a može uzrokovati depresiju, anksioznost ili druge psihološke probleme koji se mogu liječiti. Osobe s ME/SKU-om mogu biti neuobičajeno osjetljive na lijekove, posebno one koji utječu na središnji živčani sustav.

### Upravljanje aktivnostima i energijom
Upravljanje tempom ili upravljanje aktivnostima uključuje uravnoteženje razdoblja odmora s razdobljima aktivnosti. Cilj upravljanja aktivnostima je stabilizirati bolest i izbjeći pokretanje PEM-a. To uključuje ostanak unutar raspoložive energetske ovojnice pojedinca kako bi se smanjio "povrat" PEM-a uzrokovan preopterećenjem.
Upravljanje aktivnostima može uključivati razbijanje velikih zadataka na manje i uzimanje dodatnih pauza ili stvaranje lakših načina za obavljanje aktivnosti. Na primjer, to može uključivati sjedenje tijekom pranja i slaganja rublja. Odluka o prekidu aktivnosti (i odmoru ili promjeni aktivnosti) određena je samosvijesti o pogoršanju simptoma. Korištenje monitora otkucaja srca može pomoći nekim osobama s upravljanjem aktivnostima.
Istraživanja o teoriji upravljanja aktivnostima i energetskoj ovojnici obično pokazuju pozitivne učinke. Međutim, te su studije često imale mali broj sudionika i rijetko su uključivale metode za provjeru jesu li sudionici studije dobro upravljali aktivnostima. Upravljanje aktivnostima teško je primijeniti kod osoba s vrlo teškim oblikom ME/SKU-a, jer se aktivnosti koje pokreću PEM u ovoj skupini, poput jedenja, ne mogu u potpunosti izbjeći.

Oni sa stabilnom bolešću koji razumiju kako "slušati svoje tijelo" mogu pažljivo i fleksibilno povećati razinu aktivnosti. Cilj programa vježbanja bio bi povećati izdržljivost, a da se pritom ne ometaju svakodnevni zadaci ili bolest ne čini težom. Kod mnogih kroničnih bolesti, intenzivna tjelovježba je korisna, ali kod ME/SKU-a se ne preporučuje. CDC navodi:
Intenzivna aerobna tjelovježba može koristiti ljudima s mnogim kroničnim bolestima. No, pacijenti s ME/SKU-om ne podnose takve rutine vježbanja. Standardne preporuke za vježbanje za zdrave ljude mogu biti štetne za pacijente s ME/SKU-om. Međutim, važno je da se pacijenti s ME/SKU-om bave aktivnostima koje mogu podnijeti.
Terapija stupnjevanim vježbanjem (GET), predloženi tretman za ME/SKU koji pretpostavlja da gubitak kondicije i strah od aktivnosti igraju važnu ulogu u održavanju bolesti, više se ne preporučuje osobama s ME/SKU-om.  Prema stručnim ocjenama GET ima slabe ili vrlo slabe dokaze o učinkovitosti. GET može imati ozbiljne nuspojave. Slično tome, oblik kognitivno-bihevioralne terapije (KBT) koji pretpostavlja da se bolest održava nekorisnim uvjerenjima o bolesti i izbjegavanju aktivnosti više se ne preporučuje.

### Ublažavanje simptoma
Prvi korak u liječenju problema sa spavanjem kod ME/SKU-a je poboljšanje navika spavanja. Izbjegavanje drijemanja tijekom dana može dodatno poboljšati san, ali može postojati kompromis s potrebnim odmorom tijekom dana.  Lijekovi koji pomažu kod nesanice kod fibromialgije mogu pomoći i kod ME/SKU-a.
Bol se u početku liječi lijekovima protiv bolova koji se mogu kupiti bez recepta, poput ibuprofena ili paracetamola. Ako to nije dovoljno, sljedeći korak može biti upućivanje specijalistu za bol (ambulanta za bol). Ponekad mogu pomoći terapije toplinom, hidroterapija i nježna masaža. Osim toga, istezanje i tjelovježba mogu pomoći kod boli, ali mora se postići ravnoteža jer mogu izazvati PEM. Iako nedostaju dokazi o farmakološkim mogućnostima za liječenje boli kod ME/SKU-a, mogu se isprobati lijekovi koji djeluju kod fibromialgije.
Kao i kod drugih kroničnih bolesti, osobe s ME/SKU-om često imaju problema s mentalnim zdravljem poput anksioznosti i depresije. Psihoterapija, poput KBT-a, može pomoći u upravljanju stresom uzrokovanim bolešću i poučiti strategijama samoupravljanja.  Antidepresivi mogu biti korisni, ali mogu imati više nuspojava nego u općoj populaciji. Na primjer, može biti teško zaustaviti debljanje zbog netolerancije na vježbanje.
Problemi s crijevima čest su simptom ME/SKU-a. Za neke, uklanjanje određene hrane, poput kofeina, alkohola, glutena ili mliječnih proizvoda, može ublažiti simptome. Osobe s ortostatskom intolerancijom mogu imati koristi od povećanog unosa soli i tekućine. Kompresivne čarape mogu pomoći kod ortostatske intolerancije.

### Teški oblik ME/SKU-a
Osobe s umjerenim do teškim oblikom ME/SKU-a mogu imati koristi od prilagodbi doma i pomagala za kretanje, kao što su invalidska kolica, parkirna mjesta za osobe s invaliditetom, stolice za tuširanje ili liftovi za stepenice. Kako bi se upravljalo osjetljivošću na podražaje iz okoline, ti podražaji mogu se ograničiti. Na primjer, može se učiniti da okolina bude bez mirisa ili se može koristiti maska za oči ili čepići za uši.  Osobe s teškim oblikom ME/SKU-a mogu imati značajnih problema s hranjenjem. Intravenska prehrana (putem krvi) ili hranjenje putem sonde mogu biti potrebne za rješavanje ovog problema ili za rješavanje neravnoteže elektrolita.
Pacijentima koji se ne mogu lako okretati u krevetu može biti potrebna pomoć kako bi se spriječili dekubitusi. Redovito mijenjanje položaja važno je kako bi se zglobovi održali fleksibilnima i spriječile kontrakture i ukočenost. Osteoporoza može dugoročno predstavljati rizik. Simptomi teškog oblika ME/SKU-a mogu se pogrešno shvatiti kao zanemarivanje ili zlostavljanje tijekom procjena dobrobiti, a NICE preporučuje da stručnjaci s iskustvom u ME/SKU-u budu uključeni u bilo koju vrstu procjene radi zaštite.

## Prognoza
Informacije o prognozi ME/SKU-a su ograničene. Potpuni oporavak, djelomično poboljšanje i pogoršanje su mogući, ali potpuni oporavak je neuobičajen.  Simptomi općenito fluktuiraju tijekom dana, tjedana ili duljih razdoblja, a neke osobe mogu doživjeti razdoblja remisije. Općenito, većina će se morati prilagoditi životu s ME/SKU-om.
Rana dijagnoza može poboljšati njegu i prognozu. Čimbenici koji mogu pogoršati bolest tijekom dana, ali i duljih razdoblja, su fizički i mentalni napor, nova infekcija, nedostatak sna i emocionalni stres. Neke osobe kojima se stanje poboljša moraju upravljati svojim aktivnostima kako bi spriječile recidiv. Djeca i tinejdžeri imaju veću vjerojatnost oporavka ili poboljšanja stanja nego odrasli.  
Učinak ME/SKU-a na očekivano trajanje života slabo je proučen, a dokazi su mješoviti. Jedna studija je otkrila da su rak, bolesti srca i samoubojstvo najčešći uzroci smrti među osobama s dijagnozom ME/SKU-a, a osobe s ME/SKU-om umiru od tih uzroka u mlađoj dobi od drugih u općoj populaciji. Više studija otkrilo je da osobe s ME/SKU-om imaju povećan rizik od smrti uzrokovane samoubojstvom. U ekstremnim slučajevima, ljudi mogu umrijeti od same bolesti ME/SKU-a.

## Epidemiologija
Prijavljene stope prevalencije uvelike variraju ovisno o tome kako se ME/SKU definira i dijagnosticira. Na temelju dijagnostičkih kriterija CDC-a iz 1994., globalna stopa prevalencije SKU-a iznosi 0,89%. Za usporedbu, procjene koje koriste strože kriterije CDC-a iz 1988. ili Kanadske konsenzusne kriterije za ME/SKU iz 2003. dale su stopu prevalencije od samo 0,17%.
Većina procjena temelji se na podacima prije pandemije COVID-19. Izgledno je da su se brojke povećale jer veliki udio ljudi s dugim COVID-om ispunjava dijagnostičke kriterije ME/SKU-a.
Istraživanje CDC-a iz 2021.–2022. godine pokazalo je da je 1,3% odraslih u Sjedinjenim Američkim Državama, ili 3,3 milijuna, imalo ME/SKU.
Podaci iz 2023. godine pokazuju da prevalencija ME/SKU-a u Engleskoj može biti i do 0,92% za žene, odnosno 0,25% za muškarce, ili 0,6% ukupno, što iznosi otprilike 404.000 osoba u Ujedinjenom Kraljevstvu.
Ženama se ME/SKU dijagnosticira otprilike od 1,5 do 4 puta češće nego muškarcima. Prevalencija kod djece i adolescenata nešto je niža nego kod odraslih, a djeca ga imaju rjeđe od adolescenata. Stopa incidencije (početak ME/SKU-a) ima dva vrhunca, jedan u dobi od 10 do 19 godina i drugi u dobi od 30 do 39 godina, a prevalencija je najveća u srednjoj dobi.

## Povijest
Od 1934. godine pa nadalje, diljem svijeta pojavile su se brojne epidemije nepoznate bolesti, koja je isprva pogrešno shvaćena kao dječja paraliza. Epidemija 1950-ih u londonskoj Royal Free bolnici dovela je do naziva "benigni mialgični encefalomijelitis" (ME). Oboljeli su pokazivali simptome poput malaksalosti, grlobolje, boli i znakova upale živčanog sustava. Iako se sumnjalo na njegovu zaraznu prirodu, točan uzrok ostao je nejasan. Sindrom se pojavljivao i u sporadičnim i u epidemijskim slučajevima.
Godine 1970. dva britanska psihijatra predložila su da su ove epidemije ME psihosocijalni fenomeni, sugerirajući masovnu histeriju ili promijenjenu medicinsku percepciju kao potencijalne uzroke. Ova teorija, iako osporavana, izazvala je kontroverze i bacila sumnju na legitimnost ME-a u medicinskoj zajednici.
Kasnija istraživanja Melvina Ramsayja istaknula su onesposobljavajuću prirodu ME-a, što je potaknulo uklanjanje riječi "benigni" iz naziva i stvaranje dijagnostičkih kriterija 1986. godine. Ti kriteriji uključivali su sklonost mišića ka umoru nakon manjeg napora i višednevni oporavak, visoku varijabilnost simptoma i kroničnost. Unatoč Ramsayjevom radu i izvješću iz Ujedinjenog Kraljevstva koje je potvrdilo da ME nije psihološko stanje, skepticizam je i dalje postojao unutar medicinskog područja, što je dovelo do ograničenog istraživanja.
U Sjedinjenim Američkim Državama - u Nevadi i New Yorku sredinom 1980-ih došlo je do izbijanja nečega što je izgledalo slično mononukleozi. Ljudi su patili od "kroničnog ili ponavljajućeg umora", među brojnim drugim simptomima. Početna veza između povišenih antitijela i Epstein-Barr virusa dovela je do naziva "sindrom kroničnog Epstein-Barr virusa". CDC ga je preimenovao u sindrom kroničnog umora (SKU, engleski: chronic fatigue syndrome - CFS) jer se uzrok bolesti nije mogao potvrditi u studijama. Početna definicija slučaja SKU-a navedena je 1988. godine. CDC je 1994. objavio nove dijagnostičke kriterije, koji su postali široko korišteni.
U 2010-ima, zdravstveni djelatnici i javnost počeli su sve više prepoznavati i priznavati ME/SKU. Dva izvješća pokazala su se ključnima u ovoj promjeni. Američki Institut za medicinu (IOM) izradio je 2015. godine izvješće s novim dijagnostičkim kriterijima koji su ME/SKU opisali kao "ozbiljnu, kroničnu, složenu sistemsku bolest". Nakon toga, američki Nacionalni institut za zdravlje objavio je svoje izvješće Putevi prevencije u kojem su dane preporuke o istraživačkim prioritetima.

## Društvo i kultura

### Kontroverze
ME/SKU je osporavana bolest, a rasprave se uglavnom vrte oko uzroka bolesti i liječenja. Povijesno gledano, vodila se žustra rasprava o tome je li stanje psihološko ili neurološko. Stručnjaci koji su se pridržavali psihološkog modela često su se sukobljavali s pacijentima, koji su vjerovali da je njihova bolest organska. Iako se ME/SKU sada općenito smatra multisistemskim neuroimunim stanjem, podskupina stručnjaka još uvijek stanje smatra psihosomatskim ili "bolešću bez bolesti".
Moguća uloga kronične virusne infekcije u ME/SKU-u bila je predmet neslaganja. Jedna studija izazvala je znatne kontroverze uspostavljanjem uzročne veze između ME/SKU-a i retrovirusa zvanog XMRV. Neki oboljeli počeli su uzimati antiretrovirusne lijekove posebno usmjerene na HIV/AIDS, drugi retrovirus, a sumnjalo se da su nacionalne zalihe krvi kontaminirane retrovirusom. Nakon nekoliko godina istraživanja, utvrđeno je da su nalazi XMRV-a rezultat kontaminacije materijala za testiranje.
Liječenja temeljena na bihevioralnim i psihološkim modelima bolesti također su bila predmet mnogih sporova. Najveće kliničko ispitivanje o bihevioralnim intervencijama, PACE studija (PACE trial) iz 2011. godine, došlo je do zaključka da su terapija stupnjevanim vježbanjem (GET) i kognitivno-bihevioralna terapija (KBT) umjereno učinkovite. Studija je izazvala oštre kritike. Autori studije promijenili su svoju definiciju oporavka tijekom studije, tj. oslabili su je: time su neki sudionici ispunjavali ključni kriterij za oporavak čak i prije početka ispitivanja. Ponovna analiza prema izvornom protokolu kliničkog ispitivanja nije pokazala značajnu razliku u stopi oporavka između skupina koje su liječene i kontrolnih skupina koje su primale standardnu njegu.

### Odnosi liječnik - pacijent
Pacijenti s ME/SKU-om često se suočavaju sa stigmom u zdravstvenim ustanovama, a većina pojedinaca prijavljuje negativna iskustva u zdravstvenom sustavu. Pacijenti mogu osjećati da njihov liječnik neprimjereno naziva njihovu bolest psihološkom ili sumnja u težinu njihovih simptoma. Također se mogu osjećati prisiljenima dokazati da su legitimno bolesni. Nekima se mogu davati zastarjeli tretmani koji izazivaju simptome ili pretpostavljaju da je njihova bolest posljedica nekorisnih misli i dekondicioniranja.
Kliničari možda nisu upoznati s ME/SKU-om jer često nije u potpunosti obrađen na medicinskom fakultetu. Zbog tog nepoznavanja, ljudi mogu godinama ostati nedijagnosticirani ili im se mogu pogrešno dijagnosticirati mentalna stanja. Kako pojedinci s vremenom stječu znanje o svojoj bolesti, mijenja se i njihov odnos s liječnicima koji ih liječe. Mogu se osjećati ravnopravnijima svojim liječnicima i sposobnima za partnerski rad, a ponekad čak znaju i više od svojih liječnika. Ponekad ova korekcija tradicionalne asimetrije može pogoršati odnose.

### Društveni i ekonomski utjecaj
ME/SKU negativno utječe na društveni život i odnose ljudi. Zbog sporne prirode stanja (nema dostupnog biomarkera; dijagnoza je subjektivna), legitimnost bolesti često se dovodi u pitanje u mrežama neposredne socijalne podrške, što može uzrokovati dodatni stres. Mnogi ljudi s bolešću osjećaju se društveno izolirano, a misli o samoubojstvu su česte, posebno kod onih bez mreže podrške. ME/SKU prekida normalan razvoj djece, čineći ih ovisnijima o pomoći obitelji umjesto da stječu neovisnost kako odrastaju. Briga za osobu s ME/SKU-om može biti posao s punim radnim vremenom, a nedostatkom učinkovitih tretmana dodatno pogoršava stres oko skrbi.
Mnogi oboljeli od ME/SKU-a žale se da dijagnoza ove bolesti sa sobom povlači značajnu socijalnu stigmu, te da ih se često smatra simulantima, hipohondrima, fobičnima, da "traže pažnju". Budući da ne postoji niti jedna medicinska pretraga kojom se može dijagnosticirati ME/SKU, smatra se da je lako simulirati simptome nalik ME/SKU-u radi pribavljanja financijske, socijalne ili emocionalne dobiti. Oboljeli od ME/SKU-a argumentiraju da su koristi od naknada za bolovanje odnosno invalidnina mnogo skromnije nego što se misli, i da bi oboljeli od ME/SKU-a mnogo radije bili zdravi i nezavisni. Australske kliničke smjernice za SKU iz 2002. navode: "U odsutnosti dokaza da se radi o simuliranju, valja izbjegavati sumnjičenja o podsvjesnoj motivaciji; psihoanalitički koncept "sekundarne dobiti" je u medicinsko-pravnim krugovima prečesto zlorabljen, i nema čvrstu empirijsku podlogu".
Jedna je studija pokazala da oboljeli od ME/SKU-a trpe težak psihosocijalni teret. U jednoj drugoj studiji koju je provelo britansko udruženje pacijenata na 2338 ispitanika pokazalo je da upravo bolesnici s najtežim simptomima često dobivaju najmanje potpore od zdravstvenih i socijalnih službi. Također je dokazano da oboljeli od ME/SKU-a dobivaju manje socijalne potpore nego pacijenti izliječeni od karcinoma ili pak zdravi ispitanici iz kontrolne skupine, što može pogoršati težinu umora i funkcionalnu onesposobljenost kod ME/SKU-a. Istraživanje koje je proveo Thymes Trust otkrilo je da djeca oboljela od ME/SKU-a često tvrde kako se bore za priznavanje svojih potreba i/ili osjećaju da ih zdravstveno i nastavno osoblje zlostavlja. Nedorečenost ME/SKU-a kao medicinskog stanja uzrokuje jak osjećaj stigmatiziranosti. Druga studija sugerira da, iako nema spolne razlike u simptomima ME/SKU-a, muškarci i žene različito percipiraju svoju bolest, a zdravstveni radnici tretiraju ih na različite načine. Anksioznost i depresija česta su posljedica emocionalnih, socijalnih i financijskih kriza uzrokovanih ME/SKU-om; analiza podataka o smrti oboljelih od ME/SKU-a pokazala je da je samoubojstvo jedan od tri najčešća uzroka smrti, te da je prosječna dob samoubojica sa ME/SKU-om mnogo niža od prosječne dobi samoubojica iz ostale populacije.
Ekonomski troškovi zbog ME/SKU-a su značajni. U Sjedinjenim Američkim Državama procjene se kreću od 36 do 51 milijardi dolara godišnje, uzimajući u obzir i izgubljenu zaradu i troškove zdravstvene zaštite. Procjena godišnjeg ekonomskog tereta u Ujedinjenom Kraljevstvu iz 2017. godine iznosila je 3,3 milijarde funti.

### Aktivizam
Organizacije pacijenata nastojale su uključiti istraživače putem aktivizma, ali i objavljivanjem vlastitih istraživanja - slično aktivizmu za AIDS u 1980-ima, koji je također nastojao boriti se protiv nedovoljnog financiranja i stigme. Građani znanstvenici, na primjer, pomogli su u pokretanju rasprava o propustima u studijama psiholoških terapija.
Međunarodni dan svjesnosti o ME/SKU-u obilježava se 12. svibnja. Cilj dana je podići svijest javnosti i zdravstvenih djelatnika o dijagnozi i liječenju ME/SKU-a. Ovaj datum je odabran jer je to rođendan Florence Nightingale koja je imala neidentificiranu bolest sličnu ME/SKU-u.

### Naziv
Odabir naziva za sindrom kroničnog umora bio je velik problem jer nema suglasja između kliničke, istraživačke i bolesničke zajednice o karakteristikama i uzrocima ove bolesti.
Različite zajednice su u razna vremena nazivale ovu bolest veoma različito. Osim naziva "sindrom kroničnog umora" i "mialgični encefalomijelitis", korišteni su i nazivi: Akureyrijeva bolest, benigni mialgični encefalomijelitis, sistemska bolest intolerancije na napor, sindrom iscrpljenosti nakon virusne infekcije, sindrom imunološke disfunkcije s kroničnim umorom, sindrom kroničnog Epstein-Barr virusa, kronična infektivna mononukleoza, epidemijski mialgični encefalomijelitis, epidemijska neuromijastenija, islandska bolest, mialgični encefaltis, mialgična encefalopatija, postviralni sindrom kroničnog umora, bolest bolnice Royal Free, Tapanui gripa, Raggedy Ann sindrom, japijevska gripa ("yuppie flu", naziv se danas smatra pogrdnim).

## Istraživanje
Istraživanjem ME/SKU-a nastoji se pronaći bolje razumijevanje uzroka bolesti, biomarkera koji pomažu u dijagnostici i terapija za ublažavanje simptoma. Pojava dugotrajnog COVID-a izazvala je povećan interes za ME/SKU, budući da ta dva stanja mogu imati zajedničku patologiju, a liječenje jednog može liječiti drugo.

### Financiranje
Financiranje istraživanja ME/SKU-a u prošlosti je bilo daleko manje od usporedivih bolesti. U izvješću iz 2015. godine, američka Nacionalna akademija znanosti izjavila je da je "izuzetno malo financiranja istraživanja" posvećeno uzrocima, mehanizmima i liječenju. Niže razine financiranja dovele su do manjeg broja studija i studija manjih veličinom. Osim toga, farmaceutske tvrtke vrlo su malo uložile u bolest.
Američki Nacionalni institut za zdravlje (NIH) najveći je biomedicinski financijer u svijetu. Koristeći grube procjene opterećenja bolešću, jedno je istraživanje utvrdilo da je financiranje NIH-a za ME/SKU iznosilo samo 3% do 7% prosječnog iznosa za bolest po izgubljenoj godini zdravog života u razdoblju od 2015. do 2019. godine. Diljem svijeta, multipla skleroza, koja pogađa manje ljudi i rezultira invaliditetom koji nije teži od ME/SKU-a, dobila je 20 puta više financiranja između 2007. i 2015. godine. Smanjenje financiranja za Sveučilište Columbia tijekom druge Trumpove administracije prisililo je zatvaranje velikog istraživačkog programa posvećenog ME/SKU-u.
Predloženo je više razloga za nisku razinu financiranja. Bolesti za koje društvo "krivi žrtvu" često su nedovoljno financirane. To bi moglo objasniti zašto kronična opstruktivna bolest pluća (KOPB), teška plućna bolest često uzrokovana pušenjem, prima malo sredstava po izgubljenoj godini zdravog života. Slično tome, za ME/SKU, povijesno uvjerenje da je uzrokovan psihološkim čimbenicima moglo je doprinijeti nižem financiranju. Rodna pristranost također može igrati ulogu. NIH troši manje na bolesti koje pretežno pogađaju žene u odnosu na teret bolesti. Manje financirana istraživačka područja također se moraju boriti s konkurencijom iz zrelijih područja medicine za ista financiranja.

### Smjernice
Predloženo je mnogo biomarkera za ME/SKU. Studije o biomarkerima često su bile premale da bi se iz njih izveli čvrsti zaključci. Prirodne stanice ubojice identificirane su kao područje interesa za istraživanje biomarkera jer pokazuju dosljedne abnormalnosti. Ostali predloženi markeri uključuju električna mjerenja krvnih stanica i Ramanovu mikroskopiju imunoloških stanica. Nekoliko malih studija istraživalo je genetiku ME/SKU-a, ali nijedan od njihovih nalaza nije repliciran. Veća studija, DecodeME, trenutno je u tijeku u Ujedinjenom Kraljevstvu.
Istražuju se različiti lijekovi za ME/SKU. Lijekovi koji se istražuju često ciljaju živčani sustav, imunološki sustav, autoimunost ili izravno bol. U novije vrijeme postoji sve veći interes za lijekove koji ciljaju metabolizam energije. U nekoliko kliničkih ispitivanja ME/SKU-a, rintatolimod je pokazao malo smanjenje simptoma, ali poboljšanja nisu bila održiva nakon prestanka uzimanja. Rituksimab, lijek koji iscrpljuje B stanice, proučavan je i nije utvrđena njegova učinkovitost. Iduća mogućnost usmjerena na autoimunost je imunološka adsorpcija, koja uklanja veliki skup (auto)antitijela iz krvi.

### Izazovi
Simptomi i njihova težina mogu se uvelike razlikovati među osobama s ME/SKU-om. To predstavlja izazov za istraživanje uzroka i napredovanja bolesti. Podjela pacijenata na podtipove može pomoći u upravljanju ovom heterogenošću. Postojanje višestrukih dijagnostičkih kriterija i varijacije u načinu na koji ih znanstvenici primjenjuju kompliciraju usporedbe između studija. Definicije se također razlikuju u tome koja istodobna stanja isključuju dijagnozu ME/SKU-a.